# 6317 Дрейфюс
6317 Дрейфюс  (6317 Dreyfus) — астероїд головного поясу, відкритий 16 жовтня 1990 року.
Тіссеранів параметр щодо Юпітера — 3,625.